# Мацей зі Старої Ломжі
Мацей зі Старої Ломжі (пол. Maciej ze Starej Łomży; 1450, Стара Ломжа — перед 12 вересня 1505) — урядник в Українських землях, римо-католицький релігійний діяч, дипломат.

## Життєпис
Народився в 1450 році. Був сином міщанина Трояна.
У 1465 році був львівським нотаріусом. У 1469 році посідав парафію в місті Бібрка й посаду галицького земського судді. Пізніше став латинським парохом (пробощом) у місті Буську, каноніком при латинській катедрі Львова. У 1475 році як дипломат за дорученням короля їздив до хана Менглі-Ґерая.
Наприкінці 1482 року був єпископом-електом у Кам'янці на Поділлі. У 1488 році був єпископом-електом у Холмі, затверджений на посаді в 1490 році.
Від короля отримав чимало записів на маєтності в Галицькому й Теребовельському повітах у 1470—1478 роках. У 1492—1493 роках отримав дозвіл короля викупити маєтності в Красноставському повіті, замість чого відмовмвся від маєтностей у Теребовельському. У 1504 році король призначив йому річну пенсію (200 гривень, забезпечених на дрогобицьких і перемиських жупах), оскільки його маєтності в Холмській дієцезії сильно знищили татари під час нападу.